# Vardar (region)

Vardarregionens läge i Nordmakedonien

Vardarregionen (makedonska: Вардарски регион) är en av de åtta statistiska regionerna i Nordmakedonien. Vardarregionen gränsar till regionerna Pelagonien, Sydvästra, Skopje, Sydöstra, och Östra. Dessutom gränsar regionen till Grekland i söder. Största staden är Veles med sina drygt 43 000 invånare.
Floden Vardar rinner igenom regionen. Genom denna flod har regionen fått sitt namn. Vardar är plattare än många andra regioner i Makedonien. Det ändå bergigaste området är Čaška med berg över 1 000 meter höga.

## Kommuner
Vardarregionen är indelad i sju kommuner:
1. Čaška
2. Demir Kapija
3. Gradsko
4. Kavadarci
5. Negotino
6. Rosoman
7. Veles

## Demografi

### Invånarantal
Det aktuella invånarantalet i Vardar ligger på 133 248 invånare, vilket gör den till den minst folkrika av de åtta regionerna.
| Mätningsår | Invånarantal | Förändringar |
| ---------- | ------------ | ------------ |
| 1994       | 130 793      | N/A          |
| 2002       | 133 248      | +2,95&nsbp;% |

### De största orterna
Följande är en lista över de största orterna i regionen.
| Rank | Stad         | Folkmängd |
| ---- | ------------ | --------- |
| 1    | Veles        | 43 716    |
| 2    | Kavadarci    | 29 188    |
| 3    | Negotino     | 13 284    |
| 4    | Demir Kapija | 3 275     |
| 5    | Čaška        | 1 471     |

### Övriga orter
- Krivolak är en större ort nära Negotino.
- Gradsko, ligger mellan Veles och Negotino längs bilvägen M1 och Vardarfloden.
- Zgropolci/Zgopolci, se ovan.
- Banja, ligger nära Demir Kapija, längs Vardar.
- Drenovo, ligger i kommunen Čaška, sydväst om Kavadarci.

### Etnisk fördelning
Den största etniska gruppen i regionen är makedonierna.